# Venom (Marvel)
Venom (llamado Veneno en muchas de las traducciones al español) es un antihéroe y supervillano ficticio que aparece en los cómics publicados por la editorial estadounidense Marvel Comics. El personaje es un extraterrestre sensible simbionte con una forma amorfa, semilíquido, que sobrevive mediante la unión con un huésped, por lo general humano. Esta forma de vida dual recibe poderes mejorados y generalmente se refiere a sí misma como «Venom». El Simbionte se introdujo originalmente como un traje alienígena viviente en The Amazing Spider-Man # 252 (mayo de 1984), con una primera aparición completa como Venom en The Amazing Spider-Man # 300 (mayo de 1988).
El primer anfitrión humano del simbionte Venom fue Spider-Man, quien finalmente descubrió su verdadera naturaleza nefasta y se separó de la criatura en The Amazing Spider-Man # 258 (noviembre de 1984), con un breve reencuentro cinco meses después en Web of Spider-Man # 1. El simbionte se fusionó con otros anfitriones, sobre todo Eddie Brock, su segundo y más infame anfitrión, con quien se convirtió en Venom y uno de los archienemigos de Spider-Man. El personaje más tarde se convirtió en un antihéroe, trabajando tanto con superhéroes como contra ellos. Otros anfitriones notables del simbionte Venom incluyen al villano Mac Gargan, anteriormente conocido como Escorpión, y Flash Thompson, quien se convirtió en el superhéroe Agente Venom de 2011 a 2016, antes de que Venom regresara a Brock en 2017. El anfitrión más reciente y actual de Venom es el hijo biológico de Brock, Dylan. Venom también es representado como el engendrador de varios niños: Scream, Lasher, Phage, Agony, Riot, Mania, Sleeper y, sobre todo, Carnage, quien se convierte en el archienemigo de Venom después de estar vinculado al asesino en serie Cletus Kasady.
Un personaje favorito de los fanáticos y una figura conocida en la cultura popular, Venom (principalmente la encarnación de Eddie Brock) ha aparecido en varias adaptaciones de medios de Spider-Man a lo largo de los años, incluidas películas, series de televisión y videojuegos. El personaje fue interpretado por Topher Grace en Spider-Man 3 (2007) y por Tom Hardy en las películas del Universo Spider-Man de Sony, Venom (2018), Venom: Let There Be Carnage (2021) y Venom: El último baile (2024), así como una aparición en la escena poscréditos sin acreditar en la película de Marvel Cinematic Universe Spider-Man: No Way Home (2021). 
El periodista e historiador de cómics Mike Conroy escribe sobre el personaje: «Lo que comenzó como un disfraz de reemplazo para Spider-Man se convirtió en una de las pesadillas más grandes de Marvel». Venom fue clasificado como el 22.º mejor villano de cómics de todos los tiempos en la lista de los 100 mejores villanos de cómics de IGN. IGN también clasificó la encarnación de Venom de Mac Gargan como el número 17 en su lista de «Los 50 mejores vengadores», mientras que la encarnación de Flash Thompson se clasificó como el número 27. El personaje fue catalogado como # 33 en la lista de los 50 personajes de cómics más geniales de Empire.

## Descripción
Venom ha sido adaptado a medios como el cómic, series animadas de TV, los videojuegos y el cine. Su origen e historia se ha modificado según las circunstancias y los gustos de distintos tipos de público, pero siempre permanece inalterable el hecho de que es realmente un simbionte, casi siempre de origen extraterrestre y que comparte con Spider-Man muchos de sus poderes y habilidades (adherirse a casi cualquier tipo superficie, gran fuerza y agilidad, poder extender partes de sí mismo para adherirse, etc.), e incluso su aspecto debido al vínculo que mantuvieron ambos en el pasado. Su apariencia es muy similar a la de Spider-Man, enfundado en un traje negro azulado con el dibujo de una araña blanca en el tronco. Las principales diferencias con él radican en el aspecto más musculoso de Venom, su naturaleza más agresiva y violenta, y su boca: de maxilares prominentes, a menudo babeante y poblada de afilados dientes de entre los que suele sobresalir una larga lengua. Se le considera la parte retorcida del Hombre Araña. En un principio se presentó al simbionte como una criatura solitaria, "muda" y con ansias por una persona a la que adherirse y de esta manera sobrevivir, lo que ha cambiado recientemente, presentándose esencialmente como un ser con voluntad propia, opresivo y con la característica de conversar por sí mismo. En realidad no posee un nombre definido o propio, Venom solo es un seudónimo con el que se le conoce en la Tierra tras su llegada. Asimismo (y dependiendo de la situación en la que se encuentre envuelto), es considerado mayoritariamente un supervillano (sobre todo por sus duelos contra Spider-Man) aunque también un antihéroe (debido a su rivalidad con Carnage). En la película que lleva su nombre fue retratado como antihéroe, ya que sus métodos de lucha demasiado distaban de los códigos un héroe normal, chocando constantemente con las actitudes morales de Eddie Brock, pero tomando decididamente la posición de defender la Tierra de la posible llegada de seres de su misma especie, luchando principalmente contra su semejante Riot.

## Concepto original
Originalmente David Michelinie ideó a Venom como un personaje femenino pero cambió su sexo a petición del editor Jim Salicrup:
Venom fue un personaje que comencé a presentar en Web of Spider-Man, y supuestamente no iba a ser el, sino ella. Cogí el traje alienígena que Spiderman se había traído de las Secret Wars, el cual había utilizado Tom DeFalco durante su etapa. El traje había estado en el limbo desde que había sido rechazado por Spiderman. Yo estaba intrigado con la idea de que esa cosa no activase el sentido arácnido de Spiderman, el cual era muy importante para Spiderman ya que depende por completo de él. Con estas premisas comencé a contar la historia de Venom en dos números aislados de Web of Spider-Man, el primero de ellos el 18 donde Peter Parker se encontraba esperando en el metro, una mano salía de entre la gente y le empujaba hacia el tren que llegaba. Con suerte consigue saltar, pero se queda descolocado. Alguien ha sido capaz de atacarle y su sentido arácnido no ha reaccionado.
Introduje otra escena en Web of Spider-Man 24 donde Peter está pegado en una de las paredes de un edificio. Alguien de repente sale de una ventana y le pega un tirón del tobillo y le empuja al vacío. Peter comienza a asustarse porque alguien está consiguiendo atravesar sus defensas.
Originalmente quería que aquel personaje oculto fuese una mujer. Su historia era la siguiente: Ella estaba embarazada, a punto de dar a luz, su marido sale a la carretera para tratar de parar un taxi para intentar llevarla al hospital. El taxista que se encuentra mirando a Spiderman peleando con alguien - podría ser perfectamente el Monolito Viviente de mi novela gráfica -, no se da cuenta y atropella al marido matándolo. Ella pierde al niño por el shock y su estado mental queda seriamente dañado aunque tiene muy claro que el culpable de la muerte de su marido es Spiderman. El traje alienígena, el cual había sido rechazado por Peter, se siente atraído por la mujer por el intenso odio que siente hacia Spiderman y se une a ella para tratar de matar a Peter.

Cuando me cambiaron de Web of Spider-Man a Amazing Spider-Man, Jim Salicrup me contó que quería hacer algo especial con el número 300 y me sugirió que introdujese un nuevo personaje. Le conté mi idea del simbionte y la chica, a pesar de que le gustaba no estaba seguro de que los lectores pudiera ver en una chica una amenaza física para Spiderman, ni siquiera aunque estuviera aliada con el simbionte. Fue entonces cuando cambie a la chica por Eddie Brock.

## Posibles antecedentes artísticos
El aspecto de Venom desde el punto de vista gráfico parte del nuevo diseño de Spider-Man que hicieron los dibujantes Mike Zeck y Rick Leonardi para la serie limitada de cómics titulada Secret Wars (Las Guerras Secretas). El aspecto que finalmente diera el dibujante Todd McFarlane al personaje pudo haberse inspirado por la figura que lucía el villano Kraven en la aventura titulada La última cacería de Kraven publicada originalmente en los números 31 y 32 de Web of Spider-Man, 293 y 294 de The Amazing Spider-Man y 131 y 132 de Peter Parker is the Spectacular Spider-Man, en los meses de octubre y noviembre de 1987. En esa aventura, Kraven suplantaba la identidad de Spider-Man, vistiendo el mismo traje negro que él, dando la sensación de ser un Spider-Man de aspecto más alto y musculoso. Un mes más tarde, diciembre de 1987, en la portada del número 33 de Web of Spider-Man, obra de Bill Sienkiewicz, aparecería un dibujo de Spider-Man con la máscara de su traje negro, abriendo de manera imposible la boca. Al entender que al ser suyo el diseño del personaje, y por tanto su creación, Todd McFarlane intentó hacerse con los derechos de propiedad del personaje tras la creación de Image Comics, pero no tuvo éxito.

## Principales huéspedes

### Peter Parker (Spider-Man)
La historia de cómo Spider-Man consigue su nuevo traje negro se cuenta en Marvel Super Heroes Secret Wars # 8 (diciembre de 1984), en la que el escritor Jim Shooter y el artista Mike Zeck describieron a los héroes y villanos del Universo Marvel transportados a otro planeta llamado Battleworld por un ser llamado el Beyonder. Después de que el traje de Spider-Man se arruine de las batallas con los villanos, Thor y Hulk lo llevan a una habitación en la base de los héroes, donde le informan que una máquina puede leer sus pensamientos y fabricar instantáneamente cualquier tipo de ropa. Al elegir una máquina que cree que es la correcta, Spider-Man hace que aparezca una esfera negra delante de él, que se extiende sobre su cuerpo, disolviendo el viejo traje hecho jirones y cubriendo su cuerpo para formar un nuevo traje blanco y negro. Para sorpresa de Spider-Man, el traje puede imitar la ropa de calle y proporciona un suministro aparentemente inagotable y más fuerte de telaraña.
Durante su recorrido en The Amazing Spider-Man, el escritor Tom DeFalco y el artista Ron Frenz establecieron que el traje era un simbionte extraterrestre sensible que era vulnerable tanto al fuego como a la alta energía sónica. Fue en esa trama que el disfraz envolvía a Peter Parker mientras dormía, y salía por la noche a luchar contra el crimen, dejando a Parker inexplicablemente agotado por la mañana. Parker hizo examinar el traje por Reed Richards, quien descubrió que estaba vivo, y cuando Parker se dio cuenta de que estaba tratando de vincularse permanentemente con el cuerpo de Parker, lo rechazó, y fue posteriormente contenido por los Cuatro Fantásticos. El simbionte escapó y se unió de nuevo a Parker, que usó ondas de sonido de la campana de la iglesia de una catedral para repelerla. Pero el simbionte había adquirido un apego emocional hacia Peter, por lo que voluntariamente dejó el cuerpo inconsciente de Peter y lo movió a un lugar seguro antes de desaparecer.
En Go Down Swinging, cuando Norman Osborn se unió al simbionte Carnage, Spider-Man se une al simbionte en un intento de detener a Osborn, que ahora se llama Duende Rojo, mientras perdona a Eddie y Venom por los conflictos pasados. Él con el simbionte consiguió un nuevo diseño de vestuario y estaban dominando a Osborn, hasta que Norman hirió mortalmente a Flash Thompson. Esto causó que Spider-Man y el simbionte se enojaran debido a su amor por Flash y finalmente perdieron el control, hasta que Flash los calmó y con su último aliento en coraje para detener a Norman. En la batalla final, Spider-Man le dice al simbionte que lo deje y que él mismo se va bien, mientras que Norman también se separa de Carnage.

### Eddie Brock
David Michelinie más tarde escribiría la historia de fondo de Eddie Brock como el nuevo anfitrión del extraterrestre que se convertiría en el villano Venom, utilizando los acontecimientos de la historia de "Sin Eater" de Peter David en 1985 en The Spectacular Spider-Man como base para el origen de Brock, la existencia de Venom se indicó por primera vez en la Web de Spider-Man # 18 (septiembre de 1986), cuando él empujó a Peter Parker delante de un tren subterráneo sin el sentido arácnido de Parker advirtiéndole, aunque la mano única de Brock fue visto en el panel. El siguiente indicio de la existencia de Venom fue en Web of Spider-Man # 24 (marzo de 1987), cuando Parker salió de una ventana alta para cambiar a Spider-Man, pero encontró un brazo negro que entraba por la ventana y lo agarraba, otra vez sin ser advertido por su sentido de araña. Venom hizo su aparición en la última página de The Amazing Spider-Man # 299 (abril de 1988), cuando aterrorizó a la esposa de Parker, Mary Jane Watson, e hizo su aparición completa en The Amazing Spider-Man # 300 (mayo de 1988).
Spider-Man se enfrentaría a él en el siguiente tema, cuando Brock revela que él era un reportero del Daily Globe que trabajó en el caso Sin-Eater, y que su carrera se arruinó cuando se descubrió que el hombre Brock anunció ser el Sin-Eater era, en realidad, un confesor compulsivo. Obligado a ganarse la vida escribiendo historias espeluznantes para los tabloides venenosos, Brock culpó a Spider-Man por su apuro. Tomó culturismo para reducir el estrés. No lo hizo, y Brock se hundió en una depresión suicida. Buscando consuelo en la iglesia donde Spider-Man repelió al simbionte, el simbionte, sintiendo el odio de Brock por Spider-Man, vinculado con el deshonrado reportero. Brock tomó el nombre de Venom en referencia al material sensacionalista que se vio obligado a traficar después de su caída en desgracia.
A lo largo de los años, a medida que el Simbionte adquirió más inteligencia y se trasladó a hosts humanos adicionales, el nombre comenzó a aplicarse tanto al Symbiote como a sus hosts. Como Venom, Brock lucha contra Spider-Man muchas veces, ganando en varias ocasiones. Venom intenta en repetidas ocasiones matar a Peter Parker / Spider-Man, tanto cuando este último estaba dentro y fuera del disfraz. Así, Parker se ve obligado a abandonar su "traje negro", que el simbionte había estado imitando, luego de que Venom se enfrentara a la esposa de Parker, Mary Jane.
Venom se escapa de la prisión de supervillanos, La Bóveda, para atormentar a Spider-Man y su familia. El simbionte finalmente se vuelve comatoso después de haber sido sometido por el virus de la plaga de Styx, y Eddie Brock posteriormente se coloca en la prisión de la isla Ryker. Cuando el simbionte se recupera y regresa a Brock libre, deja un lugar para unirse con el psicótico compañero de celda asesino en serie de Brock, Cletus Kasady, quien se convierte en Carnage. Mientras tanto, Venom y Spider-Man luchan en una isla desierta, y Spider-Man tira a Venom después de fingir su propia muerte. Poco después, sin embargo, Spider-Man devuelve a Venom a la ciudad de Nueva York para detener la ola de matanzas de Carnage. Después de ser encarcelado una vez más, Venom se utiliza para crear cinco nuevos Simbiontes, que están todos emparejados con anfitriones humanos.
Además de ayudar a Eddie Brock a buscar una continua venganza contra Spider-Man, el Simbionte también ayuda a Brock en una carrera esporádica como vigilante. Él y el simbionte ocasionalmente comparten el deseo de proteger a las personas inocentes de los daños, incluso si eso significa trabajar codo con codo con el odiado Spider-Man. Esto es especialmente cierto cuando Venom combate a la entidad que cree que es su engendro, Carnage. Cuando Spider-Man ayuda a Venom a salvar a la exesposa de Brock, Anne Weying, ambos forman una tregua temporal, aunque esto se derrumba después del suicidio de Weying.
El simbionte es robado temporalmente por el senador estadounidense Steward Ward, quien espera entender mejor su propia infección alienígena al investigar el simbionte antes de que regrese a Brock. Ahora, sin embargo, domina a su anfitrión, Brock, en lugar de viceversa. Finalmente, Eddie Brock y el Simbionte se separan cuando el Simbionte se cansa de tener un huésped enfermo y Eddie rechaza su creciente sed de sangre, lo que lo lleva a vender el Simbionte en una subasta de súper villanos.
La criatura que se convertiría en Venom nació de una raza de Simbiontes extraterrestres, que vivió poseyendo los cuerpos de otras formas de vida. Los parásitos darían a sus víctimas capacidades físicas mejoradas, a costa de drenarlas de adrenalina. De acuerdo con la historia de "El planeta de los simbiontes" de 1995, el simbionte Venom fue considerado una locura por su propia raza después de que se descubrió que deseaba comprometerse con su anfitrión en lugar de agotarlo. El simbionte fue luego encarcelado en Battleworld para asegurarse de que no contaminara el acervo genético de la especie.
El simbionte se une a su nuevo presentador, Lee Price, que lanza el volumen 3 de la serie de cómics Venom. La serie tuvo un total de seis números (noviembre de 2016-abril de 2017). Eddie Brock es capaz de recuperar el simbionte de Venom al final de la serie, devolviendo el título de cómic de Venom al volumen 1 con el número 150.

### Mac Gargan
El Simbionte Venom se acerca a Mac Gargan, el villano conocido anteriormente como Escorpión, y le ofreció nuevas habilidades como el segundo Venom. Gargan unido con la criatura, que más tarde le daría una ventaja extra como parte de los Doce Siniestros de Norman Osborn. Mientras los Vengadores trataban con el resto de los Doce, Spider-Man derrotó rápidamente a Gargan, incluso con estos poderes adicionales, lo que Spider-Man sugiere se atribuye al hecho de que Mac Gargan no odia a Spider-Man tanto como Eddie Brock lo hizo.
Gargan tarde se convirtió en un miembro de un subgrupo de los Thunderbolts, que fue redactado por los Vengadores para cazar a los miembros de los fugitivos Nuevos Vengadores. Entonces se reveló que el gobierno lo había equipado con implantes eléctricos para mantener controlado el simbionte.
Cuando estaba en el personaje de Venom, Gargan conservó muy poco de su personalidad original y fue controlado casi por completo por el simbionte, lo que lo llevó al canibalismo. Cuando el simbionte estaba latente en su cuerpo, expresó náuseas y miedo al organismo. Durante una pelea con "Anti-Venom" (Eddie Brock), él y su simbionte se separaron, y el simbionte de Venom fue casi destruido. Sin embargo, todavía existían manchas en su torrente sanguíneo, por lo que Osborn inyectó a Gargan una vacuna para los poderes curativos del Anti-Venom, que restauró el simbionte. al hacer que las piezas restantes se expandan rápidamente. Gargan usa una armadura de batalla Escorpión sobre el Simbionte mientras sana, lo que hace que se convierta en lo que Spider-Man llama "Ven-orpion", aunque cuando el Simbionte se restaura por completo destruye la armadura.
Después de ingerir una sustancia química que le dio Norman Osborn, Venom se transforma en una apariencia más humana similar a la del Spider-Man de traje negro. Osborn lo presenta como The Amazing Spider-Man, un miembro de los Vengadores Oscuros, mientras presenta al equipo. Después del asedio de Asgard, Gargan y la mayoría de los Vengadores Oscuros fueron detenidos. Mientras se encontraba en la balsa, el simbionte Venom fue retirado de él a la fuerza, terminando su carrera como Venom.

### Flash Thompson
El 9 de diciembre de 2010, Marvel Comics anunció una nueva "operación negra", Venom, propiedad del gobierno. Este nuevo Venom apareció en una nueva serie llamada Venom en marzo de 2011. El nacimiento del nuevo Venom se puede ver en The Amazing Spider-Man # 654 en febrero de 2011. El 28 de enero de 2011, la identidad de "black ops "Venom fue revelado como Flash Thompson. Flash es contratado por el gobierno para ser un agente especial que usa el simbionte Venom como parte del Proyecto Renacimiento. Solo se permite usar el traje durante 48 horas, o arriesgar una unión permanente con el Symbiote. Junto con el alienígena, Flash está equipado con un "Multi-Gun" diseñado para cambiar a cualquier tipo de pistola que Flash necesite. El gobierno también está equipado con un "interruptor de muerte" diseñado para eliminar a Flash si pierde el control. Flash rechaza el interruptor y luego se une a los Vengadores Secretos, Thunderbolts, Guardianes de la Galaxia, e incluso es nombrado por el Klyntar un Caballero del Espacio.

### Lee Price
Después de separarse de Flash Thompson por medios no especificados, el simbionte Venom se produce en un acuerdo en el mercado negro entre la pandilla de Black Cat y la pandilla de Tombstone. Recurre a unirse con uno de los hombres presentes, un soldado del guardabosques llamado Lee Price, que estaba con Scorpion como parte de la pandilla de Black Cat. El debilitado simbionte aboga por Price, intentando convencerlo de que se convierta en un héroe como Thompson. Price lo ignora y lo domina, con la intención de usarlo para beneficio personal como un nuevo y totalmente malvado Venom.
Lee Price se dirige al escondite de Black Cat, donde Scorpion lo acusa de arruinarse la venta en el mercado negro al provocar el tiroteo. Después de tener que evitar que el simbionte Venom atacara a Black Cat, Lee Price se despide de la guarida de Black Cat mientras Escorpión sospecha de Lee. Su partida es vista por algunos agentes del FBI. Más tarde, Lee Price es atacado por el minion Firebug de Tombstone. Al derrotar a Firebug, un agente del FBI con una bazuca aparece diciéndole a Lee Price que está bajo arresto.
Lee Price finalmente pierde el simbionte cuando Eddie Brock y Spider-Man lo derriban y es arrestado por el Departamento de Policía de Nueva York.
Mientras estuvo encarcelado en la Instalación de Supermáxicos Correccionales de Nueva York por Encarcelamiento Superhumano, la mayoría de los reclusos temen a Lee Price e incluso derrota a tres reclusos en la cafetería de la prisión cuando intentan matarlo para aumentar su reputación. Lee jura salir, reclamar el simbionte Venom y planear la venganza de aquellos que lo han ofendido. Más tarde, Lee Price recibe la visita de su abogado, quien le dice que dos de los reclusos a los que derrotó murieron en la enfermería y que Venom ha resurgido cuando se reveló en las noticias. En la corte, el abogado de Lee Price declaró que las acciones de Lee como Venom fueron causadas por el simbionte Venom, mientras que el abogado opositor menciona que Venom todavía está en libertad. El juez luego pidió algunas pruebas para ayudar con el juicio. Después del juicio, Lee Price sale de la cárcel y comienza sus planes para reclamar el simbionte Venom y vengarse de aquellos que lo han ofendido.
En Venom Inc., Lee Price roba el simbionte Mania de Andy y se convierte en Maniac. Utiliza el simbionte para infectar a los jefes del crimen y convertirse en un capo criminal, pero es derrotado por Spider-Man, Venom, Black Cat y Agente Anti-Venom.

### Tel-Kar
Se revela en Venom: Primer anfitrión que Peter Parker no es el primer anfitrión de Venom. El primer anfitrión de Venom es en realidad un soldado de Kree llamado Tel-Kar. Durante la Guerra Kree-Skrull, los Kree, deseando replicar las habilidades de cambio de forma de los Skrull, obtienen el Venom recién nacido, que había sido rechazado de los demás simbiontes. Tel-Kar es reclutado para ser vinculado al simbionte recién nacido para que pueda infiltrarse en el ejército de Skrull. El cuerpo de Tel-Kar está alterado biológicamente para que pueda tener control total sobre la mente del simbionte hasta el punto de borrar sus recuerdos. Entonces Tel-Kar fue traicionado por Ronan el Acusador que usó el Kree Sentry para capturar a Tel-Kar y fue entregado a los Skrull como criminal de guerra. Separado de Tel-Kar después de su captura, el simbionte se une a Spider-Man.
Tel-Kar se escapa de los Skrull y se pasea por la Galaxia pensando que la Guerra continúa, hasta que se entera de un agente de la Tierra llamado Flash Thompson con un traje negro de simbionte. Reconociéndolo como su simbionte, él va a la Tierra para encontrarlo. Eddie Brock llega con el simbionte y salva a Tel-Kar de Warbride Skrull M'Lanz, quien lo había seguido. Enfurecido por la negativa de Venom a volver con él, Tel-Kar amenaza con unirse a la última descendencia de Venom y convertirlo en un monstruo. Accediendo a Tel-Kar, Venom se reúne con él y van a una base de investigación de Skrull para obtener un arma biológica de Skrull. Simultáneamente, Eddie está vinculado a la descendencia, que se hace llamar Sleeper y se alía con M'Lanz para detener a Tel-Kar. Durante la batalla posterior, Tel-Kar concluye que ya no necesita a Venom y usa una lanza electrificada para desprenderse de ella mientras se cicatriza en el proceso. Más tarde es traicionado por el Imperio Kree mientras Eddie escapa con Venom y M'Lanz con Sleeper. Tel-Kar, ahora furioso, intenta liberar el arma biológica en la Tierra para matar a toda la humanidad, pero Sleeper se une a Tel-Kar y lo lobotiza como castigo por lo que le hizo a Venom y Eddie. Sleeper, ahora con el cuerpo de Tel-Kar, se despide de Eddie y va a explorar el universo.

### Malekith
Durante el evento de La Guerra de los Reinos, después de que Venom fue separado de Eddie, el simbionte, en su forma humanoide, se unió a los Vengadores de la Guerra (compuesto por la Capitána Marvel, Deadpool, Lady Sif, Soldado del Invierno, Arma H y Capitán Britania) para luchar contra la invasión de Malekith. Sin embargo, al luchar contra Malekith, el Elfo Oscuro se teletransportó junto con Venom. Desde que Malekith estaba al tanto de Knull y Gorr de All-Black the Necrosword', torturó al simbionte y lo convirtió en su propia arma similar a All-Black para usarla contra los Asgardianos.

### Otros huéspedes
Ha habido otros anfitriones a corto plazo para el simbionte.

#### Ben Reilly (Araña Escarlata)
En la historia del Planeta de los Simbiontes, el simbionte fue rechazado por Eddie, lo que provocó que lanzara un grito poderoso que atraía a los demás simbiontes a la Tierra. Posteriormente, el simbionte ve a Araña Escarlata (Ben Reilly), y toma la forma de su top con capucha, tratando de unirse a Ben confundiéndolo con Spider-Man, pero fracasó debido a la fuerte voluntad de Ben. Cuando fue descubierto más tarde por Brock y Peter Parker, el simbionte regresó a Eddie.

#### Anne Weying
Anne Weying aparece por primera vez en The Amazing Spider-Man # 375. Ella es la exesposa de Eddie Brock y una exitosa abogada. Weying ayuda a Spider-Man compartiendo parte de la historia de Brock. Más tarde, ella sigue a Spider-Man hasta el parque de diversiones donde Venom tenía los padres (falsos) de Peter. Ella se enfrenta a Brock y logra convencerlo de que termine su enemistad. Después que el Come-Pecados dispara a Ann como parte de una cruzada contra la injusticia social, Ann se convierte en She-Venom cuando el simbionte Venom se une temporalmente con ella para salvar su vida. She-Venom ataca a los hombres que la habían lastimado, y Brock siente miedo por ella (y por ella) y obliga al simbionte a regresar con él. Ann queda desconcertada por sus acciones mientras está vinculada. Más tarde, Ann es arrestada por un cargo falso como parte de una trampa para Venom. Se las arregla para advertir a Brock que le envía el simbionte, lo que le permite convertirse en She-Venom y escapar de la custodia. Algún tiempo después, Ann, traumatizada por sus experiencias con Venom y Simbionte, se suicida después de ver pasar a Spider-Man por su ventana con un traje negro, creyendo que es Brock quien regresa por ella.

#### Patricia Robertson
La historia sigue a la especialista en comunicación del ejército estadounidense, Patricia Robertson. Durante una carrera de suministros a un puesto de avanzada propiedad de Corporación Ararat, ella descubre que todos en la instalación están muertos, excepto por un científico. Se revela que la Corporación Ararat está dirigida por una colonia alienígena de robots araña en miniatura liderados por una entidad llamada Bob, que se han infiltrado en el gobierno estadounidense. La Corporación Ararat ha clonado a Venom para facilitar el exterminio de la humanidad, pero el clon hace estragos en sus anfitriones. El clon es responsable de la muerte de la tripulación avanzada.
Robertson encuentra un aliado en el Traje, un misterioso individuo hecho de los mismos robots en miniatura que Bob, que reveló haber sido traído accidentalmente a la Tierra por Reed Richards. La demanda modifica a Robertson mientras está inconsciente para permitirle controlar el clon si se une a ella. El Traje sabotea a Wolverine, los clones favorecieron al anfitrión, forzándolo a unirse con Robertson. Uno de los agentes de Bob convence a Robertston de que mate al verdadero Venom para salvar a la humanidad, lo que la libera del Venom encarcelado. Ella y Venom luchan, pero Venom escapa. Bob desactiva de forma remota la tecnología que le permite a Robertson controlar el clon, lo que la obliga a confiar en la fuerza de voluntad. Más tarde, Robertson y Venom vuelven a pelear, y Venom absorbe al clon. Venom decide llevar a cabo la misión del clon que le ha dado la corporación Ararat. La serie no continuó y la trama no se resolvió a partir de 2012. El simbionte de Venom regurgitaría y expulsaría al clon de su cuerpo, permitiéndole vincularse con una adolescente llamada Andrea "Andi" Benton. Tomando el nombre de Mania, Benton se convirtió en socio del agente Venom por un tiempo.

#### Angelo Fortunato
Angelo Fortunato apareció por primera vez en Marvel Knights Spider-Man # 7 y fue asesinado en el número 8. Angelo es el hijo de Don Fortunato, un prominente capo de la mafia. Su físico frágil y su actitud tímida dejan a Angelo frecuentemente acosado y humillado por su padre. Don asiste a una subasta de supervillanos y compra el simbionte Venom de Brock por $ 100 millones. Brock le advierte a Angelo del simbionte, pero Angelo lo rechaza y le dice que no tiene nada que perder. Después de vincularse con el simbionte, Angelo descubre la identidad secreta de Spider-Man e intenta matarlo para demostrar su valía. Spider-Man finalmente derrota a Angelo y cuando trata de escapar, el Simbionte abandona a Angelo por su cobardía mientras salta entre los edificios, dejándolo caer hasta su muerte. Spider-Man trató de salvarlo, pero se quedó sin redes.

#### Carol Danvers (Ms. Marvel)
Durante el asedio, Mac Gargan con el simbionte luchaba contra Spider-Man y Ms. Marvel. Cuando separaron a Mac de Venom, el simbionte se unió brevemente a Carol y comenzó a volar. Pero Carol reunió sus poderes y se separó del simbionte que se volvió a unir a Mac.

#### Thunder Bolt Ross (Hulk Rojo)
Cuando Hulk Rojo se estrelló contra el apartamento de Flash para poder reclutarlo, el simbionte percibió a Hulk Rojo como un peligro, se une brevemente a él para que no le haga ningún daño a Flash. Luego, cuando Hulk Rojo se calma, el simbionte fue a Flash.

#### Otto Octavius (Superior Spider-Man)
Cuando Flash Thompson con el simbionte se infiltró en los hombres del Maestro del Crimen, el Superior Spider-Man atacó a los criminales que luego fue confrontado por el Agente Venom. Doc Ock, pensando que Venom seguía siendo malo, atacó a Flash con tiradores web llenos de combustible de quemador y en el proceso Flash se lesionó. Mientras Flash se estaba recuperando, Superior Spider-Man puso el simbionte en un recipiente y le dio a Flash un par de piernas protésicas. Luego, el simbionte estalló y, en lugar de unirse a Flash, se unió a Superior Spider-Man ya que todavía estaba conectado al cuerpo de Peter. Después de unirse al simbionte, Otto se llamó a sí mismo el Venom Superior y fue a resolver el crimen de una manera muy brutal. Entonces Mary Jane llamó a los Vengadores para detener el Venom Superior. Pero los Vengadores demostraron no ser compatibles con Superior Venom ya que tenía las habilidades de Spider-Man impulsadas por Venom con la mente del Doctor Octopus combinadas. En la pelea, Otto se da cuenta de que el simbionte estaba jugando con su cabeza y con la ayuda de los cuscús de Peter y Flash que habían llegado con una armadura de Iron Man separaron a Otto de Venom y regresaron a Flash.

#### Groot, Rocket Racoon y Drax
Cuando Flash formó parte de los Guardianes de la Galaxia, se separó del simbionte y sus compañeros de equipo decidieron enviarlo a la Tierra. Mientras viajaba, Groot se adhiere accidentalmente al simbionte y comenzó a atacar a los demás. Entonces Rocket intentó salvar a su amigo, pero el simbionte dejó a Groot y se unió a él. Luego intentó convencerlos de que abandonaran "su" nave, pero Drax agarró a Rocket por la cola y comenzó a golpearlo contra las paredes hasta que el simbionte se unió a Drax y derrotó a todo el equipo. Ahora, el simbionte que poseía Drax tomó el control de la nave y se dirigió a un planeta formado por simbiontes llamados Klyntar (que luego se reveló que era la jaula de Knull) donde el simbionte se purificó y se volvió a unir a Flash.

#### Mercurio el hombre 4-D
El Agente Venom como Venom Caballero Espacial frustra los intentos de Gramosian de robar recursos de los planetas domésticos de los P'qui y los Wugin, y de adquirir armas químicas derivadas de la sangre de los vvexianos secuestrados.
Mercurio obliga a un Ruu'lto llamado Pik Rollo, cuyo hijo es rehén, para intentar asesinar al Agente Venom, pero Rollo en cambio traiciona a Mercurio y une fuerzas con Venom. Cuando los dos ponen sitio al cuartel general de Mercurio, los incapacita y los encarcela, y separa al simbionte Venom de Flash Thompson. Al sentir la supresión de la sed de sangre del simbionte, Mercurio intenta convencerlo de que se una a él, pero en cambio libera y regresa a Thompson. El reformado Agente Venom y sus aliados proceden a desmantelar las fuerzas de Mercurio, pero el propio Mercurio se escapa y jura venganza tanto del simbionte como de Thompson.
Un ataque de locura temporal que el simbionte Venom experimenta posteriormente finalmente se percibe como causado por su breve fusión con Mercurio, cuyo mal había deshecho la "limpieza" mental que la criatura había sufrido anteriormente.

### Mysterio
En la miniserie "Symbiote Spider-Man" (ambientada durante el período en que Spider-Man todavía estaba vinculado al simbionte), Mysterio chantajeó a Gata Negra para que le robara una pieza del traje de Spider-Man. Cuando hizo que su amigo, Jonathan Ohnn, un científico que trabajaba para Kingpin, examinara la pieza, el simbionte que controlaba el cuerpo de Peter vino a recuperarla, sin embargo, después de enfrentarse con los hombres de Kingpin, no pudo encontrarla y huyó. El trozo de simbionte cortado se unió a Mysterio, lo que le permitió escapar del interrogatorio de Kingpin. Luego, fue tras Spider-Man para robar el traje y usarlo para sí mismo.

## Poderes y habilidades
A pesar de que requiere un anfitrión vivo para sobrevivir, el simbionte Venom ha demostrado ser un experto en defenderse a sí mismo independiente de un anfitrión. El simbionte es capaz de cambiar de forma las habilidades, incluida la capacidad de formar picos o expandir su tamaño, así como imitar la aparición de otros humanoides después de que haya obtenido un huésped. Además, el organismo puede utilizar sus habilidades de cambio de forma para ocultarse alterando su coloración o volviéndose completamente invisible. También contiene una pequeña "apertura dimensional", lo que permite a sus anfitriones transportar artículos sin agregar masa al traje. El simbionte también muestra habilidades telepáticas, principalmente cuando necesita comunicarse con su anfitrión.
Debido a su contacto con Spider-Man, el simbionte otorga a todos sus anfitriones posteriores los poderes de ese héroe y no puede ser detectado por su sentido de araña. Como el estilo de lucha de Spider-Man depende en parte de su sentido de la araña, su efectividad se vio obstaculizada cuando se enfrentó a Eddie Brock. Reteniendo su memoria desde el momento en que estuvo vinculado a Spider-Man, Venom también es capaz de producir redes similares a la propia variedad de Spider-Man creada a partir de sí misma.
El simbionte mejora en gran medida la fuerza física de aquellos con quienes se une. Sus anfitriones experimentan un tamaño y una musculatura mucho más grandes. El simbionte muestra dientes no humanos, que son muy afilados y comúnmente sobresalen una lengua larga de su boca. Venom se describe como físicamente mucho más grande que Spider-Man, además de tener más fuerza bruta.
Venom exhibe algunas inmunidades a los poderes sobrenaturales de otros como la Mirada de Penitencia del Ghost Rider o el extra-sensor sentido arácnido de Spider-Man.
Algunas encarnaciones del simbionte Venom lo han mostrado capaz de replicarse a sí mismo. Esta habilidad se muestra en la miniserie 2005–2006 Spider-Man: Reign, cuando Venom recrea su propio simbionte para combatir su soledad.
El simbionte Venom es vulnerable al fuego y las ondas sónicas, causando un gran dolor y agotamiento si se mantiene suficientemente expuesto. Puede detectar y rastrear a todos sus descendientes Simbiontes, excepto a Carnage, que aprendió a bloquear esta habilidad poco después de unirse con Cletus Kasady y confrontar a Venom / Eddie Brock por primera vez.
Se muestra que el simbionte Venom forma alas gigantes de dragón en forma de red cuando estaba en contacto con Knull.

## Otras versiones

### Ultimate Venom
En la colección de cómics Ultimate Spider-Man, fuera de la continuidad tradicional del resto de series de Spider-Man, Eddie Brock Jr. es un amigo de la infancia de Peter Parker con el que se reencuentra tras mucho tiempo sin haberse visto. Brock, estudiante e investigador universitario, le revela que está trabajando en una cura para el cáncer que habían creado los padres de ambos antes de fallecer. Éstos, descubrieron una sustancia negra (a la que apodaron "el traje") que al cubrir por completo al paciente, eliminaba las células cancerígenas de su organismo. Peter se llevó una muestra del líquido negro para hacer sus propias investigaciones; pero "el traje" se le extendió por su cuerpo. Peter sintió que su fuerza y habilidades habían aumentado gracias a esa sustancia, pero se veía preso de una ira incontrolable. Creyó librarse del traje y destruir todas las muestras. Eddie descubrió la identidad secreta de Peter y lo que había hecho con su investigación. Enfurecido, utilizó una muestra que había ocultado. Pero ésta alteró su morfología y psique, convirtiéndole en un ser monstruoso e irracional, dotado de poderes, como fuerza, agilidad y regeneración superiores. Una vez unido a la sustancia, Eddie lucha varias veces con Spider-Man logrando siempre escapar con vida.

### Venom 2099
En un mundo futurista, conocido dentro del Universo Marvel como Tierra-928, Kron Stone, hijo de Tyler Stone, director de la corporación multinacional Alchemax, es un asesino psicópata que resulta gravemente herido tras una pelea por el Punisher de esa época. Dado por muerto, su cuerpo entra en contacto con una sustancia alienígena que le hace recuperarse de sus heridas y se fusiona con su fisiología. Esa sustancia resulta ser el simbionte Venom, que tras décadas de letargo ha mutado adquiriendo nuevas habilidades, como sangre y saliva corrosivas. Como Kron Stone la primera aparición de este personaje fue en el primer número de la colección estadounidense de cómics Punisher 2099. Como Venom, fue en el número 25 de la colección Spider-Man 2099.

### Venom Marvel Zombies
En la miniserie de Marvel Zombies, en la Tierra-2149, Venom aparece brevemente como uno de los muchos villanos zombificados. Lucha contra el zombi Spider-Man, quien lo mata rápidamente, porque el simbionte ha comenzado a morir al no poder absorber la adrenalina del cuerpo zombificado de Eddie Brock. Murió muy temprano a manos del propio zombi Spider-Man antes de que zombi Spider-Man continúe. Al igual que su homólogo de la Tierra-616, tiene cáncer y el simbionte no quiere estar con él. A diferencia de su contraparte de la Tierra-616, su enfermedad no se cura y, en cambio, es destruido. Antes de morir, Brock logró balbucear que él y el simbionte se estaban muriendo, a lo que el zombi Spider-Man afirma que Venom está rompiendo su corazón frío y muerto.

### Venom Tierra X
En la serie limitada Tierra X, En un futuro alternativo, después de que Peter se quitó a la fuerza el simbionte de sí mismo, el simbionte quería vengarse de Peter poniendo a su hija en su contra, después de dejar a Eddie Brock. Este fracasó, ya que May "Mayday" Parker pudo controlar y comunicarse completamente con el simbionte. Mayday, con el simbionte, se convirtió en una heroína luchadora contra el crimen, para consternación de Peter. Cuando Skull trató de superar a los EE. UU., May trató de luchar, pero en cambio, cayó bajo el control mental de Skull. Peter finalmente regresó como Spider-Man para salvar a su hija. Luego ayuda a su padre a luchar contra el malvado Hombre Araña, que había atrapado a Peter en una red de ilusiones. Más tarde, es reclutada por Kang el Conquistador como parte de un plan contra los Gemelos de Apocalipsis y el Escuadrón de la Unidad de los Vengadores. Luego reapareció durante el evento Spider-Verse.

### Venom Viejo Logan
En Viejo Logan, el simbionte Venom parece estar siguiendo a Logan y Hawkeye, habiéndose unido a un Tyrannosaurus de Tierra Salvaje. Es detenido por Black Bolt. Otro simbionte se ve en la historia y también parecía estar mirando a Logan y Hawkeye en una colina. Se desconoce si se trata de una pieza diferente del simbionte Venom u otro simbionte.
En la precuela, Old Man Hawkeye, el simbionte se unió a Jamie Madrox, aumentando sus poderes de clonación mientras intentaba vengarse de Hawkeye por asesinar a algunos de sus clones. Cuando persiguen a Hawkeye hasta un pueblo refugio dirigido por Kate Bishop, Clint y Kate atraen a los venenos hacia la naturaleza para ser devorados por el mismo Tyrannosaurus rex que perseguiría a Hawkeye y Logan más tarde.

### Venom Spider-Gwen
En este universo, la Dra. Elsa Brock creó el simbionte Venom a partir de los isótopos radiactivos de araña desarrollados por la lidr de S.I.L.K. (Cindy Moon), para curar la fórmula del Lagarto, según lo solicitado por el Kingpin de la ciudad, Matt Murdock, para ofrecer a Spider-Woman, una solución para perder sus poderes y curar al nuevo Lagarto, Harry Osborn. Gwen, se vio obligada a inyectar a Harry con uno de sus isótopos de araña, lo que provocó que el suero dentro de él mutara en Venom y se uniera a Wolverine antes de unirse a Gwen y formar Gwenom. Aunque Gwen sucumbió a su sed de sangre al principio, después de descubrir que Rhino golpeó brutalmente a su padre en prisión, finalmente aprendió a controlarlo. El simbionte en este universo, a pesar de ser amorfo, en realidad son algunas arañas que trabajan juntas, siendo un "primo mutante" de la araña alienígena que le dio a Gwen sus poderes y no se ve afectado por las debilidades clásicas de los simbiontes como los ataques sónicos, sin un anfitrión, pero si está unido a un anfitrión, el simbionte es vulnerable al sonido. Finalmente, Spider-Gwen, tomó el control total del simbionte y lo convirtió en una réplica de su traje clásico. Durante el evento Spider-Geddon, el simbionte protegió a Spider-Gwen del toque de verna.

### Venom MC2
En los cómics de Spider-Girl (proveniente de la realidad MC2) Normie Osborn es un exnovio de "Mayday" Parker quien, en venganza asume su herencia malévola como el duende verde para luchar contra Spider-Girl hasta que cedió. Posteriormente adquiriría la identidad de Venom donde seguiría luchando contra Spider-Girl hasta su muerte a manos del HobGoblin.

### Venom Spiderman Reign
En Spider-Man: Reign de Kaare Andrews, ambientado 30 años después de la continuidad actual de los cómics, Venom se ha hecho pasar por "Edward Saks", el ayudante del alcalde de Nueva York. "Edward" ha estado manipulando la ciudad desde la desaparición de Spider-Man en preparación para su eventual regreso; en el proceso, volvió a reclutar a los Seis Siniestros, reprodujo su simbionte miles de veces (atribuyéndolo a ser "solitario") y construyó un sistema de seguridad llamado "WEBB" que evita que los ciudadanos de Nueva York escapen de la ciudad. atrapándolos mientras supuestamente los protege del mundo exterior. Al conocerlo, Venom se apresura a regañar a Spider-Man por haberlo abandonado hace tantos años con una genuina sensación de amargura y tristeza, describiéndose a sí mismo como una responsabilidad que Spider-Man descuidó, dejando al trepamuros sin palabras. Derrotados, los Seis Siniestros, Spidey y Venom tienen su batalla final, en la que el Hombre de Arena le da a Spider-Man un detonador para hacer explotar a todos los villanos. Spider-Man presiona el botón, probablemente matando a Venom y poniendo fin a su "Reinado" de una vez por todas.

### Anti Venom
Anti Venom es una mezcla de las células de Eddie Brock y el simbionte que, al juntarse, forman la entidad conocida como Anti Venom, mientras el simbionte Venom intenta recuperar a Brock. Spider-Man intenta detenerlos, hasta que al final Anti Venom se une a Spider-Man para detener a Venom, pero Venom también se une con más villanos para destruir a Spider-Man y recuperar a Eddie Brock. Este nuevo simbionte tenía poderosas propiedades curativas y otras potencias que difieren del simbionte Venom, que produce anticuerpos que puede curar cualquier enfermedad conocida y eliminar cualquier otras impurezas dentro de un cuerpo humano. A diferencia de otros simbiontes, este simbionte no tiene conciencia propia y Eddie Brock está en pleno control de sus acciones. Este simbionte fue destruido cuando fue utilizado como una cura para el Spider-Virus.
Hasta que Flash Thompson el anterior portador del simbionte Venom entró en Alchemax donde hacían pruebas con el simbionte y peleó con Eddie Brock el portador original del simbionte para recuperar a su compañero, pero en eso Spider-Man entra en el laboratorio y vierte un galón del suero con propiedades del Anti Venom sobre ambos, y allí Flash se convierte en el nuevo Anti Venom.

### Araña-Verso
Hay varias versiones de Venom que aparecen en el evento Spider-Verse :
- En el universo de Spider-Punk, la malla orgánica neurosensible de compromiso variable (también conocida como V.E.N.O.M.) es una armadura creada por Industrias Oscorp y usada por el Departamento Thunderbolt, el departamento de policía y bomberos del presidente Osborn. Intentan detener las protestas, pero todos son derrotados por Spider-Punk y sus Mata-Arañas.[84]

- Una versión femenina de Venom es reclutada junto con los otros Spider-Totems por Octavia Otto para luchar contra el Electro-Verso.[85]

- Una versión de Venom es visto por Jessica Drew en Web of Life and Destiny.[86]

### Transformers
En el universo de Tierra-91274 donde se desarrolla la serie Transformers, Peter Parker aparece todavía vistiendo su traje negro original y va a cubrir una historia sobre los malvados Decepticons que robaron componentes de una planta de energía nuclear para construir su base al costado de una montaña en Oregón. El chocó brevemente con los Autobots, pero luego Optimus Prime convenció a Spider-Man sobre sus buenos motivos. Spider-Man luego ayuda a los Autobots contra los Decepticons.

### Venomverso
En Venomverso, aparecen varias versiones del personaje mientras son reclutados para luchar contra un ejército de Venenos:

#### Venom-X23
Una versión de X23 se unió al simbionte Venom mientras intentaba escapar de las instalaciones antes de que un Capitán América Venomizado se les acercara para unirse al ejército de Venom.

#### Viejo Logan Venomizado
Una versión del Viejo Logan fue capturado por Angel, Spider-Girl (Ashley Barton) y Hulk Jr antes de ser devorado por un Dinosaurio Diablo infectado con un simbionte. Sin embargo, el simbionte se unió a Logan y lo ayudó a matar a sus atacantes.

#### Deadpool Venomizado
Deadpool de otro universo investigó una instalación donde se realizaban experimentos ilegales con gusanos parásitos y se unió al simbionte para expulsar los gusanos dentro de él. Durante los eventos de Venomverso, él fue consumido voluntariamente por un Veneno para poder actuar como agente doble para el ejército de Venom. Tras la derrota de los Venenos, se presume que Deadpool Venomizado está muerto.

#### Gwenpool Venomizada
En otro universo, Gwenpool robó el simbionte de un lugar desconocido y escribió por error la identidad secreta de Daredevil en un papel que adquirió su jefe. Ella intenta recuperarlo junto a Daredevil, pero descubre que su jefe es parte de un clan ninja llamado "Mano" y lo mata. Durante Venomverso, ella fue consumida por un veneno y asesinada por Poison Deadpool.

#### Host Rider
En un universo alternativo, Venom estaba vinculado a Robbie Reyes y asumió el control del cuerpo junto con el espíritu de Eli Morrow. Durante Venomverse, fue consumido por los venenos y asesinado por Carnage.

#### Rocket Raccoon Venomizado
Un Venomizado Rocket Raccoon fue presentado en el evento. Después de que un Veneno consumiera al Groot de su universo, Rocket se vio obligado a matarlo. Después de esto, se convirtió en cazarrecompensas e intentó matar al Capitán América de su universo. Durante Venomverso, construyó una bomba para destruir la base de los Venenos.

#### Pantera Negra Venomizado
Una versión Venomizada de Pantera Negra de Tierra-TRN654 aparece durante el evento para ayudar a los Venoms a luchar contra los Venenos. Tras la derrota de los Venenos, Venom-Pantera regresó a su dimensión.

#### Ant-Venom
Una versión de Ant-Man se unió a Venom y ayudó a Rocket a construir una bomba para destruir la base de los Venenos. Ant-Venom fue asesinado más tarde por Venom-X23 después de que un veneno intentara consumirlo.

#### Agente Venom
Una versión alternativa del Agente Venom se unió al ejército de Venom después de ser reclutado por un Doctor Strange Venomizado para luchar contra los Venenos. El intentó calmar tanto a Eddie 616 como a un Spider-Man alternativo (de un universo donde no eliminó el simbionte), pero son atacados por los Venenos; durante el cual el Agente Venom es asesinado por Poison Hulk.

#### Spider-Man
Una versión alternativa de Spider-Man que se reunió con el simbionte después de que este dejó a Brock fue reclutada para luchar contra los Venenos. Sin embargo, un Veneno lo engañó haciéndole creer que era la tía May y lo consumió; convertirse en enemigo de Venom antes de ser explotado con la bomba de los otros Poisons Venom-Rocket.

#### Doctor Strange Venomizado
Una versión Venomizada del Doctor Strange de Tierra-TRN644 reclutó venenos de todo el multiverso para ayudarlo a detener los venenos después de que erradicaron su Tierra e intentaron destruir más. Después de ser capturado por los Venenos, se dio cuenta demasiado tarde de que los Venenos se alimentan de los simbiontes de Venom y que no debería haber reunido a los Venenos. En el clímax del evento, envió a todos los Venoms supervivientes de regreso a sus universos de origen mientras la bomba de Venomizado Rocket explotó y eliminó los Venenos. Se desconoce el destino de Venom-Strange.

#### Capitán América Venomizado
Aparece una versión Venomizada del Capitán América reclutando diferentes versiones de Venoms de todo el multiverso. Fue capturado por los Venenos en un intento de convencerlo de que se uniera a ellos de buena gana. Cuando él se negó, lo consumieron para obligarlo a unirse a ellos. Más tarde fue asesinado por Poison Deadpool.

#### Pantera Negra
En el universo alternativo de Tierra-TRN650, el simbionte Venom fue capturado por Rhino, que estaba en Wakanda en ese momento, y luchó contra Pantera Negra por ello. Durante la batalla, Ngozi, una niña nigeriana que usa silla de ruedas, se unió al simbionte y derrotó a Rhino después de que el villano matara a T'Challa. Como resultado, Ngozi y su simbionte asumieron el papel de Pantera Negra.

#### Venom-Punisher
En el universo alternativo de Tierra-TRN651, Venom acepta ayudar a Punisher a matar a Kingpin a cambio de que este último lo ayude a matar a Spider-Man. Después de matar a Kingpin, el simbionte poseyó a Punisher y casi mata a Spider-Man hasta que Venom-Strange lo reclutó para ayudar a luchar contra los Venenos. Durante la batalla, fue consumido por los Venenos y asesinado por Anti-Venom mientras invadía la Tierra-616.

## En otros medios

### Televisión
- Venom apareció en Spider-Man, con la versión de Spider-Man expresado por Christopher Daniel Barnes, y la versión de Eddie Brock expresado por Hank Azaria. Al final de "The Alien Costume: Part Two", Brock se convierte en Venom después de que Spider-Man rechaza el simbionte. Al final de "The Alien Costume: Part Three", Venom fue derrotado. La última aparición de Venom fue en la tercera temporada, donde se une a Spider-Man y Iron Man contra Carnage, Dormammu y Barón Mordo.
- La encarnación de Eddie Brock de Venom aparece como un antagonista en Spider-Man Unlimited, con la voz de Brian Drummond.
- Venom aparece en The Spectacular Spider-Man, con la versión de Spider-Man interpretado por Josh Keaton, y la versión de Eddie Brock interpretado por Benjamin Diskin. En el episodio "El principio de la incertidumbre", el simbionte llega a la Tierra escondiéndose en el transbordador espacial. Después de ser rechazado por Spider-Man, se une a Eddie en el episodio "Intervención", y finalmente es derrotado en el episodio "Naturaleza contra Nutrición". Venom reapareció en los episodios de la segunda temporada "Primeros pasos", "Dolores crecientes" e "Crisis de identidad", donde intenta exponer la identidad secreta de Spider-Man, pero sus planes fueron frustrados.

- Venom es un personaje recurrente en Ultimate Spider-Man, con Harry Osborn con la voz de Matt Lanter, y Duende-Venom con la voz de Steven Weber.[97]
  - En la primera temporada del episodio 4 "Venom", salvo que esta vez el nombrado simbionte no es una forma de vida alienígena, sino una criatura creada por el Dr. Otto Octavius/Doctor Octopus con la sangre de Peter Parker/Spider-Man, Octavius le dijo a Norman Osborn que había aislado los aspectos más negativos de Spider-Man y que destinaba agresión «Veneno puro» (en inglés, «pure Venom»). Mientras, Norman Osborn lo presionaba, Octavius decidió soltar a Venom el cual volvió de donde provenía (Spider-Man). Así que fue cambiando de huésped con Flash Thompson y entre sus compañeros Puño de Hierro, Luke Cage, Nova, hasta llegar a Spider-Man.[98] Al final, Harry Osborn, encuentra una muestra del simbionte Venom y lo mete en una botella. Aparece en el episodio 8 "El Impostor Viste de Negro", cuando Harry se vuelve un nuevo Spider-Man vestido de negro y con habilidades similares, que encontró en su penthouse y se vuelve un héroe muy popular en Nueva York. Pero luego empieza a corrompir su mente haciéndose malvado, se vuelve Venom y decide deshacerse de Spider-Man. En el episodio 11 "Venenoso", Venom reaparece, utilizando a Harry como su anfitrión una vez más, para enfrentar a Spider-Man y su padre empieza a preocuparse por él y lo descubre que se convierte en Venom, Spider-Man se enfrenta con el dilema de tratar de ayudar a Harry por su cuenta haciendo una cura Anti-Venom antes de que sea tarde. En el episodio 26 (final) "El Duende Verde al Acecho", Norman convertido en El Duende Verde, busca a Harry manipulándolo y lo vuelve a convertir en Venom para acabar con Spider-Man y al final de controlarlo, El Duende sabe que Harry no es digno de usar el simbionte, así que lo toma y decide encontrar a alguien más.
  - En la segunda temporada, aparece en el episodio 8, "Carnage", cuando el simbionte Carnage, se vuelve Venom al poseer a Harry en enfrentar al Duende Verde y en el episodio 16 "La Bomba de Venom", cuando el Duende Verde es capturado y encarcelado (a propósito) a bordo del Tri-Carrier y suelta el simbionte Venom creando un ejército, incluyendo se une al Duende, siendo como un Duende Venom.
  - En la 3.ª temporada, episodio 1 y 2, "El Hombre Araña Vengador, Parte 1 y 2",[99] el Dr. Octopus crea el simbionte Venom para unir al ejército de Loki, para enfrentar a Los Vengadores y el episodio 3, "El Agente Venom", cuando el simbionte Venom, siendo lo último que queda, se une a Flash Thompson, durante una pelea entre Spider-Man y un Escorpión venomficado, después de eso se convierte en el Agente Venom en su lucha contra el Escarabajo y Supervisor, y luego S.H.I.E.L.D lo recluta para ser parte de los Nuevos Guerreros.
  - En la 4.º temporada, episodio 5, "Lagartos", el Agente Venom muestra su monstruosa cara al asustar a las ardillas que se volvieron lagartos, episodio 6, "El Doble Agente Venom", cuando el Dr. Octopus y Arnim Zola intentan separar al simbionte Venom de Flash Thompson y se une a Kraven el Cazador, para destruir a Spider-Man y Araña Escarlata, antes de que se una a Flash de nuevo. En el episodio 8, "El Anti-Venom", el Dr. Octopus crea un simbionte blanco llamado Anti-Venom, para destruir a Spider-Man y al Agente Venom, poseyendo en la armadura de Harry, disolviendo al simbionte Venom de Flash por casi completo, dejándolo malherido. En el episodio 13, "La Saga Simbionte, Parte 1", al recuperarse el simbionte Venom, pierde el control con Flash a recuperar su muestra de él, que fue robado por el Dr. Michael Morbius para crear al simbionte Carnage, y cuando lo une a Ock con Carnage, se asusta dejando a Flash indefenso, hasta que recupera Flash el control en caer, y en enfrentar a Carnage. En el episodio 14, "La Saga Simbionte, Parte 2", el Anti-Venom despierta de nuevo en Harry en disolver a todos los simbiontes Carnage que se apoderaron de Nueva York, hasta queriendo a Venom nuevamente, pero cuando Harry descubre que Spider-Man es Peter Parker, quita al Anti-Venom, pero ahora Harry decide tomar el control del Anti-Venom y se sacrifica en destruir el corazón de la colmena Carnage, pero solo Harry sobrevive. En el episodio 15, "La Saga Simbionte, Parte 3", Venom toma su apariencia monstruosa con Flash para salir de los casilleros en la secundaria Midtown, hasta siendo drenado por Morbius el Vampiro de HYDRA.

- Venom aparece en el verano de 2013, animación especial de Phineas y Ferb: Mission Marvel, con la voz de Danny Trejo.[100][101]
- Venom aparece en el episodio de "El Venom Interior" de Hulk and the Agents of S.M.A.S.H.[102] Doctor Octopus crea una nueva versión del simbionte Venom que gradualmente asimila a Skaar, She-Hulk, Red Hulk, A-Bomb y finalmente a Hulk para ayudar a dominar, pero también para destruir a Spider-Man. Sin embargo, los Hulks y Spider-Man finalmente logran derrotar al simbionte Venom, aunque no se sabe si el simbionte Venom todavía está vivo.
- Venom aparece en Lego Marvel Super Heroes: Maximum Overload, con la voz de Dee Bradley Baker.
- Venom aparece en Spider-Man. El simbionte Venom apareció por primera vez en el episodio "Un día en la vida" como el V-252 que fue encontrado por el programa espacial y enviado a Horizon High para su investigación.
- El simbionte Venom aparece en el episodio de Avengers: Secret Wars, "El Arma Inmortal".[103] En el momento en que Beyonder formó Battleworld para su experimento, un satélite que se estrelló en K'un-Lun contenía un vial que contenía un simbionte Venom que escapó y encontró su camino hacia donde Puño de Hierro había encarcelado a Drácula. El enlace del simbionte Venom a Drácula le permitió sobrevivir a la luz del sol durante una de sus peleas con Pantera Negra, Falcon y Puño de Hierro. Drácula también mencionó que un dominio lejano en Battleworld está lleno de Simbiontes. Con la ayuda de un Dragón K'un-Lun que derrotó a los vampiros, Puño de Hierro utilizó su movimiento de "puño de hierro" para golpear a Drácula lo suficiente como para que el simbionte se separara de él, lo que provocó que Drácula huyera.
- El simbionte Venom aparece en el episodio de Guardianes de la Galaxia, "Entra Carnage".[104] Una muestra de ella se llevó a cabo en Horizon High y poseyó a Spider-Man durante la pelea de Guardianes de la Galaxia con Thanos poseído por Carnage.

### Películas
La primera aparición de Venom en una película cinematográfica fue originalmente planeada para una película titular escrita por David S. Goyer y producida por New Line Cinema, en la que Venom hubiera sido retratado como un antihéroe y Carnage como antagonista. En 2007, los derechos cinematográficos de Venom habían vuelto a Sony Pictures.

#### Trilogía deSpider-Man

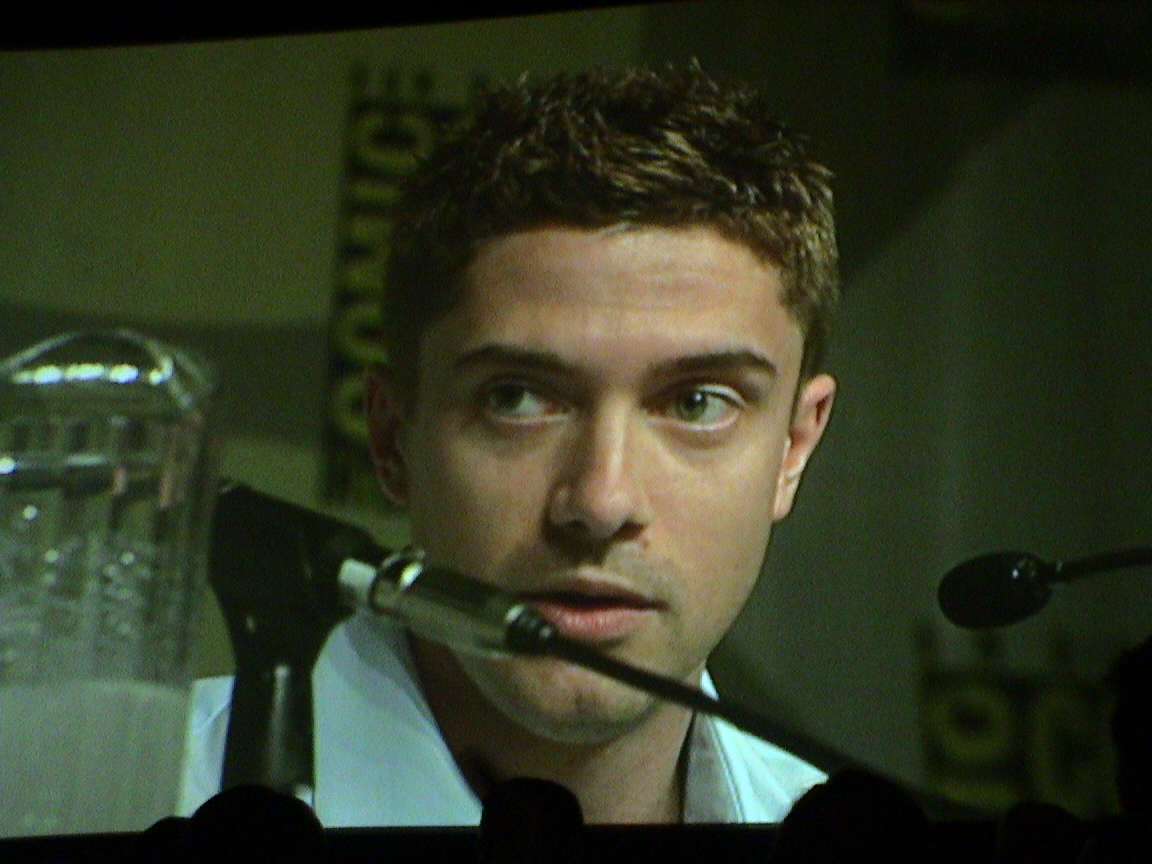
Topher Grace es Eddie Brock en Spider-Man 3 (2007).

Eddie Brock / Venom aparece como el antagonista principal en la película de 2007 Spider-Man 3, interpretado por Topher Grace. En la película, el Simbionte, después de ser rechazado por Peter Parker, se une a Brock después de que Parker expone al fotógrafo freelance rival para haber usado una fotografía falsa, que lo arruina públicamente. Venom busca una alianza con Flint Marko / Sandman para matar a Spider-Man, pero se ve frustrado en sus planes y asesinado por una de las bombas de calabaza del Nuevo Duende.
En julio de 2007, el ejecutivo de Sony Avi Arad reveló un spin-off de Sam Raimi, la trilogía de Spider-Man centrada en el simbionte Venom estaba en las etapas de planificación, con Jacob Aaron Estes encargo de escribir un guion, tentativamente titulado Venom. En septiembre de 2008, Rhett Reese y Paul Wernick firmaron para escribir la película después de que se rechazara el guion de Estes, mientras que Gary Ross dirigiría.Variety informó que Venom se convertiría en un antihéroe en la película, y Marvel Entertainment produciría la película. La película potencial fue finalmente cancelada.

#### The Amazing Spider-Manserie
El Simbionte tiene un cameo al final de la película de 2014 The Amazing Spider-Man 2, en el edificio Oscorp, en una escena que muestra a Gustav Fiers / El Caballero caminando por la tecnología y los experimentos de Oscorp, incluidas las alas del Buitre y los brazos mecánicos del Doctor Octopus. En la campaña de marketing viral de The Amazing Spider-Man 2 se presentó un artículo de Eddie Brock (uno de los anfitriones más notables de Venom) que detallaba la captura de Cletus Cassidy (quien luego se convirtió en Carnage), con Anne Weying, que en los cómics se convirtió en la novia de Venom, siendo mencionada en otro artículo; Estos artículos provienen del Daily Bugle del universo ficticio de Marvel.

#### Universo Spider-Man de Sony

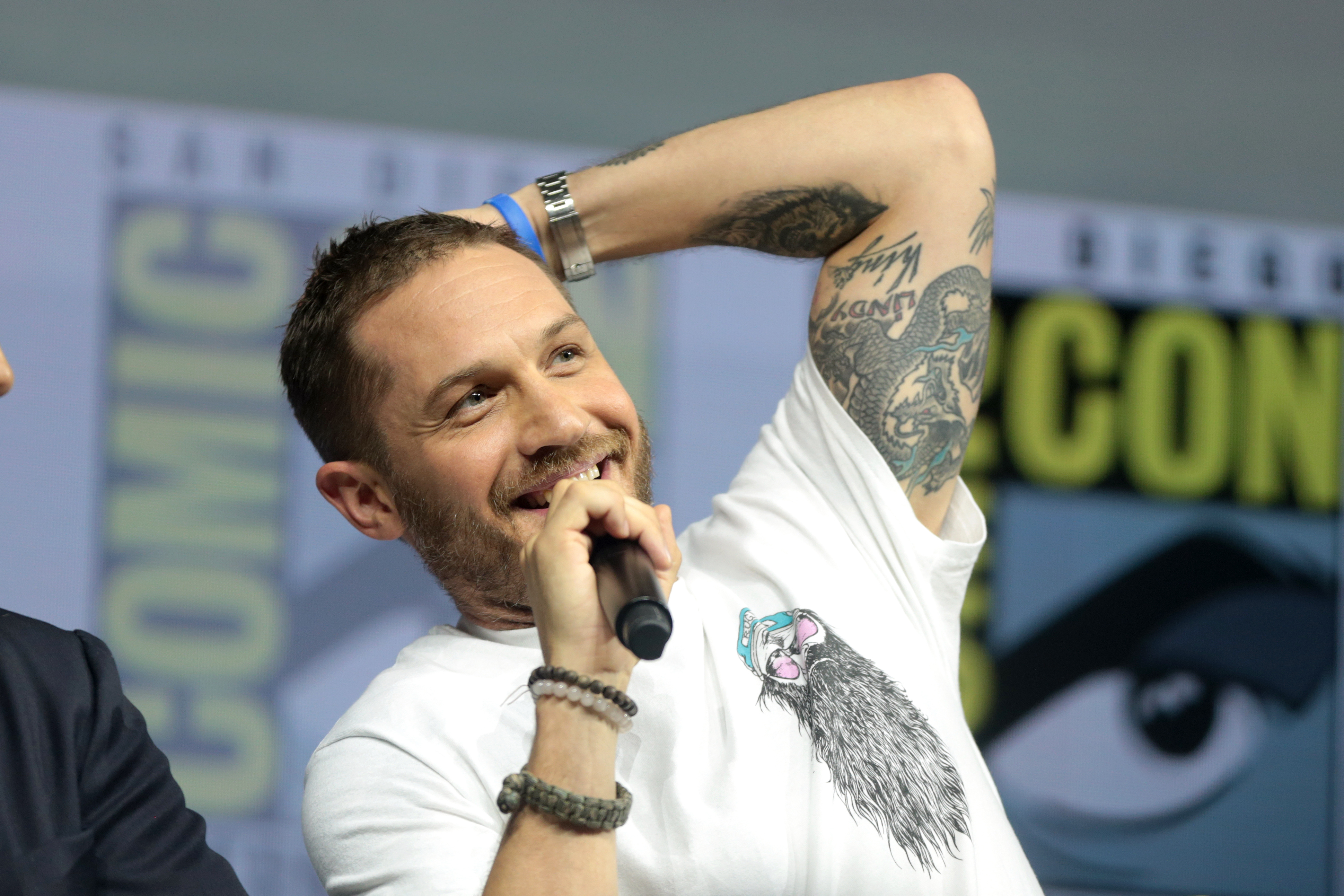
Tom Hardy hablando en la San Diego Comic Con International de 2018, para Venom en el Centro de Convenciones de San Diego en San Diego, California.

En marzo de 2016, tras la introducción de Spider-Man en Marvel Cinematic Universe, se anunció que Sony estaba avanzando con una película independiente al contratar a Dante Harper para que escribiera el guion, y Arad, Matt Tolmach y Amy Pascal estaban produciendo. Inicialmente, se informó que la película no tenía conexión con el Universo Cinematográfico de Marvel, ni tiene ninguna relación con Spider-Man, y que se establecería en su propia continuidad. Un año después, Sony anunció que Venom se lanzaría el 5 de octubre de 2018 con Scott Rosenberg y Jeff Pinkner firmaron como guionistas. Se informó que era Clasificación R y sea el primero de una serie de películas derivadas relacionadas con el personaje de Spider-Man llamado "Universo Spider-Man de Sony". En mayo de 2017, se anunció que Tom Hardy se presentaría como Eddie Brock / Venom, con Ruben Fleischer adjunto para dirigir. Carlton Drake / Riot apareció como el principal antagonista de la película, al igual que Anne Weying, la exesposa de Brock de los cómics. La película ha sido descrita por el director de la película, Ruben Fleischer, para inspirarse en las obras de David Cronenberg y John Carpenter. El reparto también está compuesto por Riz Ahmed, Michelle Williams y Jenny Slate. Variety informó que Kelly Marcel escribiría el guion con Pinkner y Rosenberg. La filmación comenzó oficialmente el 23 de octubre de 2017. Venom se estrenó en los Estados Unidos el 5 de octubre de 2018 con una calificación PG-13.
Una secuela, Venom: Let There Be Carnage fue lanzada en los Estados Unidos el 1 de octubre de 2021. Adaptando libremente los eventos del arco argumental del cómic "Maximum Carnage" y The Venom Saga de la serie animada Spider-Man de 1994, la película ve a Venom y Brock teniendo que luchar contra Cletus Kasady / Carnage y Shriek mientras aprenden a vivir y trabajar mejor juntos como el "Protector letal". En la escena poscréditos de la película, Eddie y Venom son transportados al Universo cinematográfico de Marvel (MCU), donde son testigos de J. Jonah Jameson al exponer la identidad de Peter Parker como Spider-Man en la televisión. Esto continúa en la escena de mitad de créditos de la película de MCU Spider-Man: No Way Home (2021), donde, justo cuando la pareja comienza a aprender sobre los héroes y los principales eventos que ocurrieron en este universo, hasta que son llevados de regreso a su dimensión de origen por el hechizo del Doctor Strange junto con otras personas desplazadas del universo; dejando sin darse cuenta una parte del simbionte.

### Videojuegos
Venom es un personaje jugable y un personaje principal en varios juegos de video en varias plataformas.
- Venom aparece por primera vez como un personaje principal en la versión Mega-CD / Sega CD de The Amazing Spider-Man vs. The Kingpin, en la que secuestra a Mary Jane Watson.[123]
- Venom es un personaje protagonista y jugable en Spider-Man and Venom: Maximum Carnage y Venom/Spider-Man: Separation Anxiety.
- Venom aparece como uno de los jefes en The Amazing Spider-Man: Lethal Foes.
- Venom aparece como el último jefe en Spider-Man.
- Venom es un jefe y luego un personaje secundario en Spider-Man, con la voz de Daran Norris.
- El simbionte Venom aparece como un traje desbloqueable para Spider-Man en X-Men: Mutant Academy 2.
- Ultimate Venom es un personaje jugable en Ultimate Spider-Man, con Eddie Brock con la voz de Daniel Capallaro, y Venom con la voz de Arthur Burghardt.
- Venom es un personaje jugable en varios juegos de lucha, incluidos Marvel vs. Capcom: Clash of Super Heroes (1998), Marvel vs. Capcom 2: New Age of Heroes (con la voz de Rod Wilson) y Marvel Nemesis: Rise of the Imperfects (expresado por Jason Bryden).
- La encarnación de Eddie Brock de Venom se incluye en la expansión descargable "Villains Pack" para la versión para Xbox 360 de Marvel: Ultimate Alliance, con la voz de Steven Blum. Venom tiene su clásico, Marvel Knights, Thunderbolts y Ultimate se ve como skins alternativos. El traje de Venom también está disponible como atuendo alternativo para Spider-Man.
- La versión de Eddie Brock de Venom es el jefe final en Spider-Man 3, con la voz de Topher Grace.
- La versión de Eddie Brock de Venom aparece en Spider-Man: Friend or Foe, con la voz de Quinton Flynn. Es uno de los socios más poderosos del juego.
- Venom es el principal antagonista de Spider-Man: Web of Shadows, con la voz de Keith Szarabajka. Durante este juego, parte de su simbionte lo deja y se une con Spider-Man, lo que le da acceso al traje negro de nuevo. Venom trabaja en la reproducción del simbionte, extendiéndolos por toda Nueva York en una invasión.
- La encarnación de Venom de Mac Gargan aparece como un personaje jugable en Marvel: Ultimate Alliance 2, con la voz de Chopper Bernet. La versión de Eddie Brock es un disfraz alternativo.
- Venom está disponible como contenido descargable para el juego LittleBigPlanet como parte de "Marvel Costume Kit 3".[124][125]
- En Spider-Man: Shattered Dimensions, Ultimate Spider-Man (con la voz de Josh Keaton) recibe una copia del traje Venom que Madame Web controla telepáticamente.
- El traje simbionte aparece como un traje opcional para Spider-Man en Marvel vs. Capcom 3: Fate of Two Worlds y Ultimate Marvel vs. Capcom 3. Anti-Venom también aparece como una carta en el modo Heroes and Heralds.
- La encarnación de Eddie Brock de Venom aparece como un personaje villano en Marvel Super Hero Squad Online, expresado nuevamente por Steven Blum. El traje de traje negro Spidey también es un traje alternativo para Spider-Man.
- Dos versiones del traje negro aparecen como un traje opcional en The Amazing Spider-Man, basado en su aparición en la película de Spider-Man 3, y una versión modificada del traje de Spider-Man de la película de 2012 The Amazing Spider-Man. La historia de fondo del juego también revela que la versión del juego de Escorpión se basa en un "goo negro" recuperado del espacio.
- La encarnación de Eddie Brock de Venom aparece como un personaje jugable en el juego de lucha Marvel Avengers: Battle for Earth, interpretado por Roger Craig Smith.
- En Marvel Heroes, la encarnación del Venom de Eddie Brock (con la voz de Neil Kaplan) aparece como un personaje villano, mientras que el Simbionte Spider-Man (con la voz de Christopher Daniel Barnes) aparece como traje alternativo para Spider-Man.
- Venom aparece como personaje jugable en Lego Marvel Super Heroes, con la voz de Dave Boat.[126] Tanto la clásica como la última encarnación de Venom pueden usarse para Eddie Brock. Además, el traje negro es un traje alternativo para Spider-Man a través del contenido descargable.
- Venom aparece como un villano en la versión móvil del juego 2014 The Amazing Spider-Man 2.
- Venom aparece como un personaje jugable en Disney Infinity: Marvel Super Heroes en el juego de Spider-Man.
- Venom es un personaje jugable en Marvel Future Fight.
- Las encarnaciones de Venom en Mac Gargan, Eddie Brock y Flash Thompson son personajes jugables en Marvel Puzzle Quest.
- Numerosas versiones de Venom aparecen como personajes jugables en Spider-Man Unlimited. Además, la versión de Eddie Brock de Venom apareció como jefe en el evento "Symbiote Dimensions". Más tarde, las versiones de Black Cat, Hammerhead y Mac Gargan del Agente Anti-Venom, Maniac (Lee Price) e Inkling, y participarán en el nuevo evento Venom Inc.[127]
- La encarnación de Eddie Brock de Venom aparece como un personaje jugable en Marvel Avengers Academy, con la voz de Brian Stivale.[128]
- Venom aparece como un personaje jugable a través de contenido descargable en Marvel vs. Capcom: Infinite.
- Las encarnaciones de Venom de Eddie Brock y Flash Thompson son personajes jugables en Lego Marvel Super Heroes 2.
- En el juego de Spider-Man de 2018, se puede ver un coleccionable de Spider-Man de traje negro. En una escena poscréditos, Harry Osborn se ve vinculado al simbionte en el laboratorio secreto de Norman Osborn.
- La encarnación de Eddie Brock aparece como un personaje jugable y, a veces, un jefe de nivel o de búsqueda en el juego para móviles de Kabam Games, Marvel Contest of Champions. El juego también incluye Carnage y tres personajes derivados de Venom: VenomPool (una mezcla de Venom y Deadpool), Venom el pato (una mezcla de Venom y Howard el pato), y Simbionte Supremo (una mezcla de Venom y Dr. Strange).
- En el videojuego Fortnite aparece como personaje jugable en la tienda de objetos del juego, durante la Temporada 4 del Capítulo 2 bajo el título "Guerra en el Nexus", de temática Marvel. Posteriormente en la Temporada 8 del Capítulo 2, se volvió a implementar una nueva versión de este personaje, pero ahora incluyendo al personaje de Eddie Brock, basándose en el personaje de la película Venom: Let There Be Carnage.
- Aparece en el videojuego Marvel's Spider-Man 2, Harry Osborn se ve vinculado al simbionte en el laboratorio secreto de Norman Osborn aunque luego esté utiliza de huésped a Peter Parker.